# Mihai Eminescu
Mihai Eminescu (ur. 15 stycznia 1850 w Botoszanach, zm. 15 czerwca 1889 w Bukareszcie) – rumuński romantyczny poeta, nowelista oraz dziennikarz, uznawany za największego poetę literatury rumuńskiej. Do jego najbardziej znanych utworów zalicza się Luceafărul („Gwiazda wieczorna”) oraz Listy. W swojej poezji często odwoływał się do metafizyki, mitologii i historii. Na jego pracę silny wpływ miał niemiecki filozof Arthur Schopenhauer. Eminescu działał w literackiej społeczności Junimea (Młodzi) oraz pracował jako redaktor Timpul (Czas), oficjalnej gazety Partii Konserwatywnej.

## Życiorys

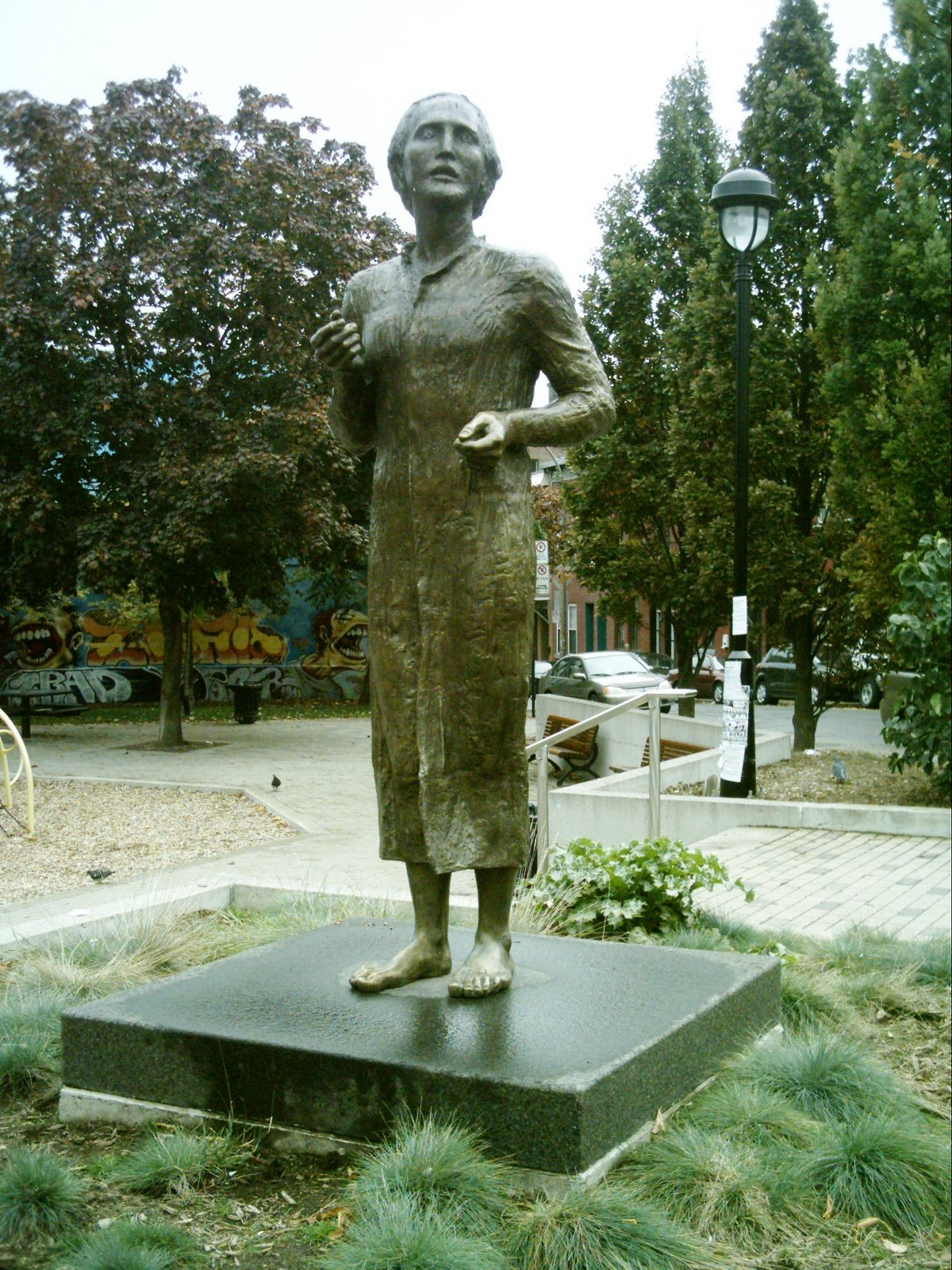
Pomnik Eminescu w Montrealu, 2004

### Rodzina
Ojcem Eminescu był Gheorghe Eminescu z Călinești, rumuńskiej wioski w regionie Suczawy, w Bukowinie, która wówczas była częścią Cesarstwa Austriackiego. Przekroczył granicę Mołdawii i osiedlił się w Ipotești, blisko Botoszan. Ożenił się z Ralucą Iurașcu, dziedziczką starej, mołdawskiej arystokratycznej rodziny.

### Wczesne lata
Mihail (jak podaje świadectwo chrztu) lub też Mihai (popularniejsza forma w użyciu) urodził się w Botoszanach, w Mołdawii w Rumunii. Dzieciństwo spędził w Botoszanach i w Ipotești, w domu swojej rodziny. Od 1858 do 1866 roku uczęszczał do szkoły w Czerniowcach. 4. klasę ukończył jako piąty spośród 82 uczniów, następnie przez dwa lata uczęszczał do gimnazjum.
Pierwsze ślady twórczości Eminescu pochodzą z 1866 roku. W styczniu tego roku zmarł rumuński nauczyciel Aron Pumnul i jego uczniowie opublikowali pamflet Lăcrămioarele învățăceilor gimnaziaști (Łzy gimnazjalistów), w którym to pojawia się poemat zatytułowany La mormântul lui Aron Pumnul (Nad grobem Arona Pumnula) podpisany przez „M. Eminovici”. 25 lutego jego poemat De-aș avea (Gdybym miał) został opublikowany w literackim magazynie Iosifa Vulcana – Familia – w Peszcie. To wydarzenie rozpoczęło serię publikacji (a także okazjonalnie tłumaczeń z języka niemieckiego).
W 1867 roku Eminescu przyłączył się do trupy Iorgu Caragiale jako urzędnik i sufler. W następnym roku przeniósł się do trupy Mihai Pascaly. Obie należały do  najlepszych trup teatralnych swoich czasów. Wkrótce Eminescu zamieszkał w Bukareszcie, gdzie pod koniec listopada został urzędnikiem i kopistą Teatru Narodowego. W tym czasie kontynuował pisanie i publikowanie poematów. Aby spłacić swoje mieszkanie, przetłumaczył setki stron książki Heinricha Theodora Rotschera, jednak nigdy nie udało mu się dokończyć tej pracy. W tym samym czasie zaczął pisanie swojej noweli Geniu pustiu (Zmarnowany geniusz), która została opublikowana pośmiertnie w 1904 w nieskończonej formie.
Pierwszego kwietnia 1869 roku został współzałożycielem kółka literackiego „Orient”, którego zainteresowania zakładały gromadzenie rumuńskiego folkloru oraz dokumentów dotyczących historii literatury rumuńskiej. 29 czerwca członkowie grupy „Orient” zostali wydelegowani do różnych regionów. Eminescu przypadła Mołdawia. Tego lata przypadkowo spotkał swojego brata Iorgu, oficera wojska, w ogrodach Cișmigiu.
Tego samego lata 1869 roku opuścił trupę Pascaly'ego i podróżował do Czerniowiec i Jass (Iași). Odnowił kontakty z rodziną – jego ojciec obiecał mu regularne dofinansowanie na studia w Wiedniu. Eminescu kontynuował pisanie i publikacje swojej poezji. Z okazji śmierci poprzedniego hospodara Wołoszczyzny, Barbu Știrbei, opublikował ulotkę La moartea principelui Știrbei.

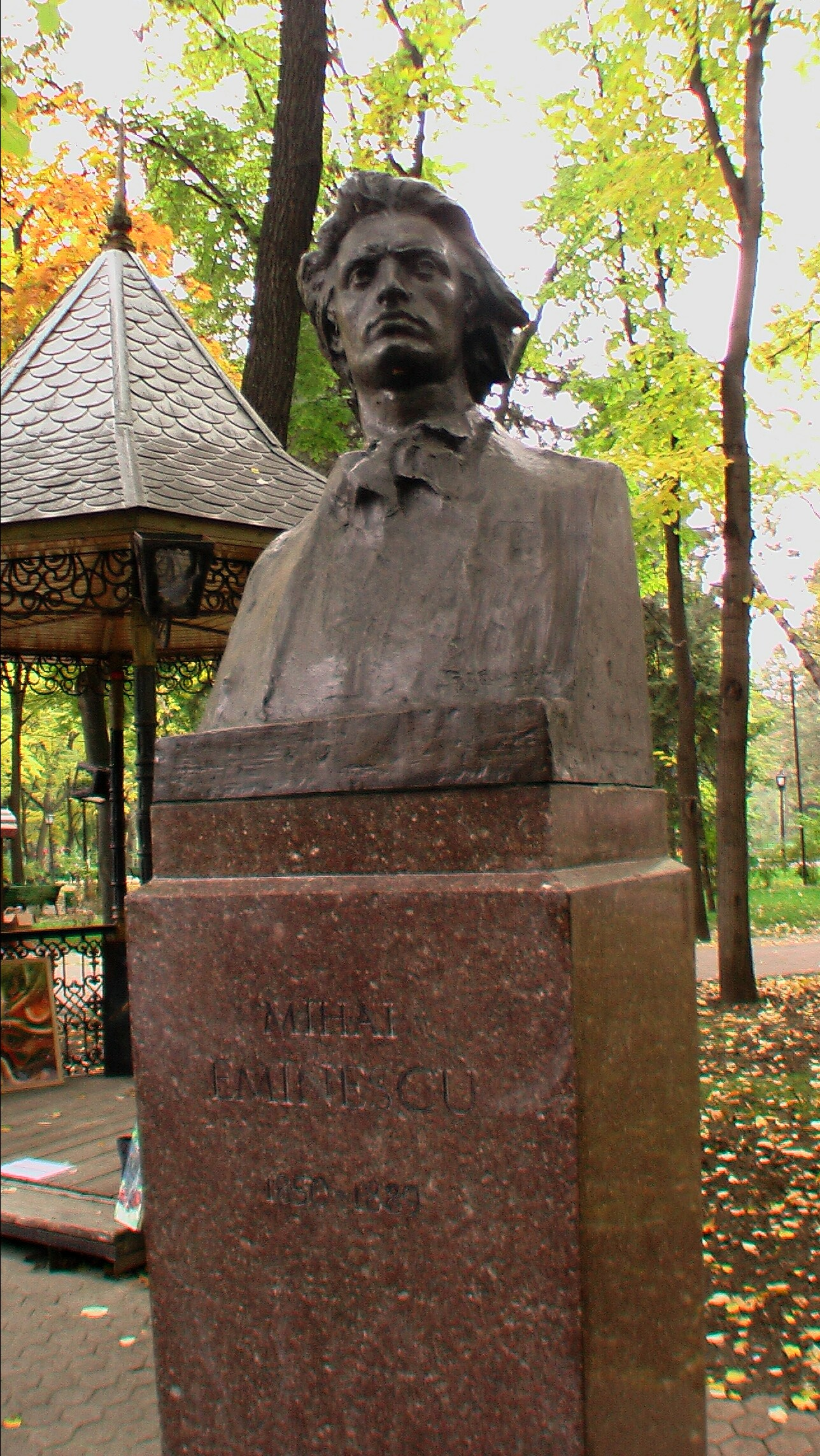
Mihai Eminescu (Kiszyniów, Mołdawia)

### Junimea
Od października 1869 roku do 1872 roku studiował w Wiedniu. Był uważany za "niezwykłego słuchacza" na kierunku filozofii i prawa. Był aktywny w życiu studenckim, zaprzyjaźnił się z Ioanem Slavici i poznał Wiedeń dzięki Veronice Micle. Został współpracownikiem Convorbiri literare (Konwersacje literackie) edytowanej przez Junimea (Młodych). Przewodniczący tej kulturalnej organizacji Petre P. Carp, Vasile Pogor, Theodor Rosetti, Iacob Negruzzi i Titu Maiorescu ukształtowali polityczny i kulturalny charakter Eminescu. Pod wrażeniem jednego z poematów, Venere și Madonă (Wenus i Madonna), Iacob Negruzzi, redaktor Convorbiri literare, pojechał do Wiednia, aby spotkać się z Eminescu. Negruzzi później pisał, jak odnalazł Eminescu w zatłoczonej młodymi ludźmi wiedeńskiej kawiarni, dzięki jego "romantycznemu" wyglądowi: długie włosy i spojrzenie zagubione w myślach.
W 1870 roku Eminescu opublikował trzy artykuły pod pseudonimem "Varro" w Federațiunea w Peszcie, mówiące o sytuacji Rumunów i innych mniejszości w Austro-Węgrzech. Został dziennikarzem w peszteńskiej gazecie Albina. Od 1872 do 1874 roku kontynuował studia w Berlinie, dzięki stypendium, które otrzymał od Junimea.
Od 1874 do 1877 roku pracował jako dyrektor Biblioteki Centralnej w Jassach, zastępca nauczyciela, inspektor szkolny w regionie Jass i Vaslui, redaktor gazety Curierul de Iași (Kurier Jass) – wszystko dzięki przyjaźni z Titu Maiorescu, przewodniczącym Junimea i rektorem Uniwersytetu w Jassach. Kontynuował publikacje w Convorbiri literare. Stał się również dobrym przyjacielem Iona Creangi, którego przekonał do zostania pisarzem i wprowadził do literackiego klubu Junimea.
W 1877 przeprowadził się do Bukaresztu, gdzie do 1883 był aktorem, później redaktorem naczelnym gazety Timpul. W tym czasie napisał Scrisorile, Luceafărul, Odă în metru antic. Większość najpopularniejszych dzieł pisarza została stworzona właśnie w tym czasie, gdy Rumunia walczyła z Wysoką Portą w X wojnie rosyjsko-tureckiej, i trwał wyścig dyplomatyczny, w którym kraj ostatecznie uzyskał niepodległość.
W czerwcu 1883 roku poeta poważnie zachorował i był hospitalizowany w szpitalu dr. Șuțu. W grudniu tego roku został wydany tomik Poesii, z wybranymi wierszami i przedmową Titu Maiorescu.

### Lata choroby
W ostatnich latach życia Eminescu chorował na psychozę maniakalno-depresyjną. Zmarł w szpitalu 15 czerwca 1889 roku. Jego autopsja nie została przeprowadzona, więc prawdziwa przyczyna śmierci jest zagadką. Został pochowany w Bukareszcie na cmentarzu Bellu.

## Poezja
Nicolae Iorga, rumuński historyk, uważa Eminescu za ojca współczesnego języka rumuńskiego. Poeta jest powszechnie uznawany za największego i najbardziej znanego poetę rumuńskiego.
Poematy Eminescu obejmują wiele problemów, od natury i miłości do nienawiści i plotek. Swoje dzieciństwo wspominał w późniejszej twórczości z głęboką nostalgią.
Na pracę Eminescu miała znaczący wpływ filozofia Arthura Schopenhauera. Niektórzy uważają, że najpopularniejszy poemat Luceafărul zawiera elementy wedantyjskiej kosmogonii. Wiersze Eminescu zostały przetłumaczone na 60 języków. Jego życie, praca i poezja miały silny wpływ na rumuńską kulturę, jego poezja jest analizowana w szkołach, a poemat "Luceafărul" jest obowiązkowo analizowany na egzaminie kończącym szkołę średnią.

## Eminescu w rumuńskiej kulturze

### Geniusz
Eminescu miał tylko 20 lat, gdy Titu Maiorescu, czołowy krytyk literatury, określił go "prawdziwym poetą" w eseju, w którym tylko niewielka liczba współczesnych mu poetów uniknęła ostrej krytyki. W nadchodzącej dekadzie sława Eminescu niezmiennie rosła dzięki:
- sposobowi, w który wzbogacał język literacki w słowa i zdania ze wszystkich regionów Rumunii, łącząc stare teksty z nowymi słowami;
- użyciu śmiałych metafor, które były rzadkością we wcześniejszej literaturze rumuńskiej;
- publikowaniu swoich dzieł we wszystkich rumuńskich regionach (czynił to jako pierwszy) i interesowaniu się problemami Rumunów w całym kraju.

W wierszu zatytułowanym Criticilor mei (Do moich krytyków) Eminescu określił siebie Romantykiem. Ten opis, jego śmierć, a także cygański tryb życia (nigdy nie zdobył dyplomu, pozycji, żony i fortuny) czyni z niego romantyczną postać geniusza. Jego poemat Luceafărul stał się w 1883 roku tak popularny, że dał nazwę nowej gazecie literackiej.

### Poeta narodowy
Dość szybko Eminescu został ogłoszony poetą narodowym, nie dlatego, że pisał w latach narodowego ożywienia, ale dlatego, że był postrzegany przez Rumunów jako najważniejszy poeta we wszystkich regionach kraju. Nawet teraz jest uważany za poetę narodowego Rumunii, Mołdawii i Rumunów żyjących w ukraińskiej części Bukowiny.

### Rumuńska ikona

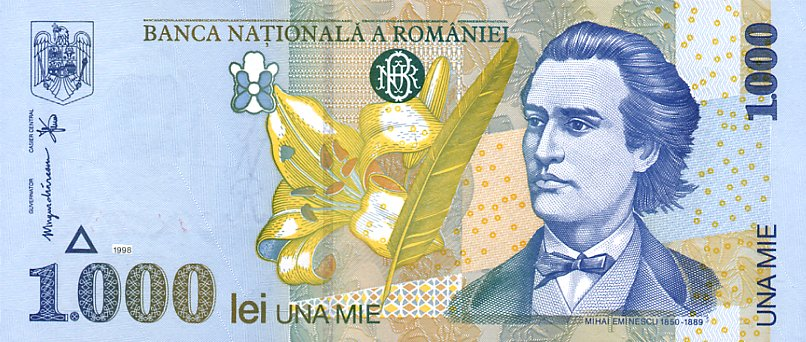
Banknot o nominale 1000 lei

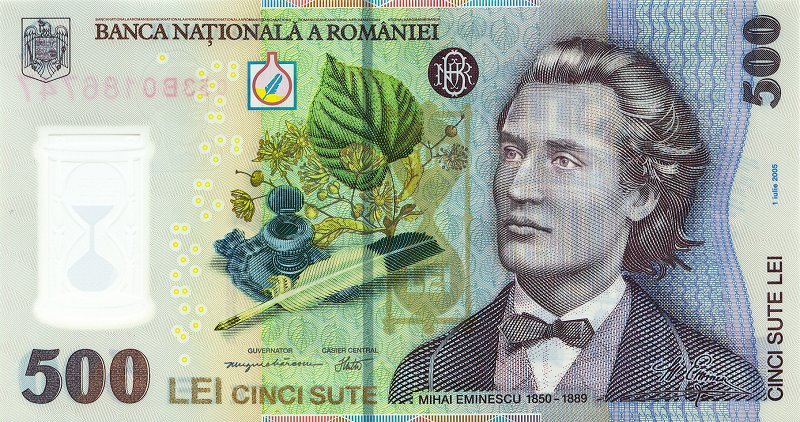
Banknot o nominale 500 lei

Eminescu jest wszechobecny we współczesnej Rumunii. Jego pomniki można znaleźć w każdym mieście. Jego wizerunek znajdował się na banknocie o nominale 1000 lei drukowanym w 1998 roku i na nowym banknocie o najwyższym nominale 500 lei drukowanym w 2005 roku. Wiele szkół oraz innych instytucji, a także ulic nosi jego imię. Rocznice narodzin i śmierci Eminescu są świętowane corocznie w wielu rumuńskich miastach. W 1989 (setna rocznica śmierci poety) i w 2000 (150. rocznica narodzin, rok Eminescu w Rumunii) były świętowane w całym kraju.

## Upolitycznienie
Jako że Eminescu miał konserwatywne nacjonalistyczne poglądy, stał się często przedstawiany jako ikona rumuńskiej prawicy. Głównym problemem dla tej grupy politycznej jest fakt, że poeta nigdy nie identyfikował się z chrześcijaństwem, a jego poezja odwoływała się także do buddyzmu, agnostycyzmu i ateizmu.